# Eleição para mesa diretora do Senado Federal do Brasil em 2023
A eleição para a presidência do Senado Federal do Brasil ocorreu em 1º de fevereiro de 2023, durante o dia de abertura da 3ª Sessão da 57ª Legislatura do Congresso Nacional. Ela resultou na eleição do presidente, de dois vice-presidentes, dos cargos de 1º, 2º, 3º e 4º Secretário da mesa e dos seus respectivos suplentes, que ficarão no cargo até fevereiro de 2025. Os membros da Mesa foram eleitos para um mandato de dois anos (bienal), vedada a reeleição para o período imediatamente subsequente (art. 59 do Regimento Interno do Senado Federal).
O presidente e os demais cargos da Mesa Diretora são eleitos com a maioria absoluta dos votos (ou seja, 50% mais um dos votos válidos). A eleição dos membros da Mesa Diretora do Senado Federal será feita em escrutínio secreto, exigida a maioria de votos, também exigindo a presença da maioria da composição do Senado e assegurada, tanto quanto possível, a participação proporcional das representações partidárias ou dos blocos parlamentares que atuam no Senado Federal (art. 60 do Regimento Interno do Senado Federal).
O atual presidente do Senado Federal, Rodrigo Pacheco, está apto a concorrer a um segundo mandato.

## Candidatos à Presidência do Senado Federal
- Rodrigo Pacheco (PSD-MG): O atual presidente do Senado, Rodrigo Pacheco, tentará a reeleição. Ele foi o candidato do ex-presidente Jair Bolsonaro em 2021, quando foi eleito para comandar a Casa, mas neste ano tem demonstrado mais proximidade com o governo Lula.[3]

- Rogério Marinho (PL-RN): Marinho foi ministro do Desenvolvimento Regional no Governo Jair Bolsonaro e foi eleito senador pelo estado do Rio Grande do Norte nas eleições de 2022. Sua pré-candidatura foi anunciada pelo Partido Liberal em 6 de dezembro de 2022.[4] Ele é o nome apoiado pela ala bolsonarista do Senado Federal.[3]

### Candidaturas
Nota: a tabela a seguir está organizada por quantidade de apoios partidários anunciados até o momento.
| Candidatos à Presidência do Senado Federal | Candidatos à Presidência do Senado Federal | Candidatos à Presidência do Senado Federal | Candidatos à Presidência do Senado Federal | Apoios anunciados                                      | Cargo                                         |
| Candidato                                  | Foto                                       | Partido                                    | Partido                                    | Apoios anunciados                                      | Cargo                                         |
| ------------------------------------------ | ------------------------------------------ | ------------------------------------------ | ------------------------------------------ | ------------------------------------------------------ | --------------------------------------------- |
| Rodrigo Pacheco                            |                                            |                                            | PSD                                        | (PSD, PT, MDB, UNIÃO, PDT, Cidadania, PODE, REDE, PSB) | Senador por Minas Gerais (desde 2019)         |
| Rogério Marinho                            |                                            |                                            | PL                                         | (PL, Republicanos, PP, PSDB)                           | Senador pelo Rio Grande do Norte (desde 2023) |

### Desistências
- Eduardo Girão (PODE-CE): Senador pelo estado do Ceará desde 2019, Girão é também um aliado fiel do ex-presidente Jair Bolsonaro (PL). Ele anunciou sua pré-candidatura de maneira avulsa à Presidência do Senado em 13 de dezembro de 2022[8]. Retirou sua candidatura durante o típico discurso dos candidatos para apoiar Rogério Marinho para a Presidência do Senado.[9][10] Ele afirmava que seu objetivo, caso vencesse, seria realinhar o Congresso Nacional à pauta bolsonarista, como a defesa pela liberdade de expressão e o fim da censura imposta pelo Judiciário.[3]

## Resultados por cargo

### Presidente
O atual presidente do Senado Federal, Rodrigo Pacheco, foi reeleito com 49 votos.
| Candidato       | Número de Votos | Partido | Bloco                                                | UF                  | %     |
| --------------- | --------------- | ------- | ---------------------------------------------------- | ------------------- | ----- |
| Rodrigo Pacheco | 49              | PSD     | PSD, PT, PSB, PDT, MDB, UNIÃO, Cidadania, PODE, REDE | Minas Gerais        | 60,49 |
| Rogério Marinho | 32              | PL      | PL, PP, Republicanos, PSDB                           | Rio Grande do Norte | 39,51 |
| Brancos         | 0               | –       | –                                                    | –                   | 0     |
| Eleitores aptos | 81              | –       | –                                                    | –                   | 100   |

### 1.º Vice-presidente
O atual vice-presidente do Senado Federal, Veneziano Vital do Rêgo, foi reeleito em uma chapa única com 66 votos favoráveis e 12 votos contrários (contabilizados como brancos).
| Candidato               | Número de Votos | Partido | Bloco                                                | UF      | %     |
| ----------------------- | --------------- | ------- | ---------------------------------------------------- | ------- | ----- |
| Veneziano Vital do Rêgo | 66              | MDB     | PSD, PT, PSB, PDT, MDB, UNIÃO, Cidadania, PODE, REDE | Paraíba | 100   |
| Brancos                 | 12              | –       | –                                                    | –       | 15,38 |
| Abstenções              | 3               | –       | –                                                    | –       | 3,7   |
| Votos válidos           | 66              | –       | –                                                    | –       | 84,62 |
| Votos totais            | 78              | –       | –                                                    | –       | 100   |
| Eleitores aptos         | 81              | –       | –                                                    | –       | 96,3  |

### 2.º Vice-presidente
O cargo de segundo-vice-presidente seria inicialmente disputado por dois candidatos: Wilder Morais e Rodrigo Cunha. Mas o representante de Goiás retirou sua candidatura, a partir de orientação do líder do PL na Casa, senador Flávio Bolsonaro (RJ). Dessa forma, todos os cargos tiveram candidato único. Rodrigo Cunha garantiu a vaga da Segunda Vice-presidência, a qual classificou como uma candidatura “de consenso”.
| Candidato       | Número de Votos | Partido | Bloco                                                | UF      | %     |
| --------------- | --------------- | ------- | ---------------------------------------------------- | ------- | ----- |
| Rodrigo Cunha   | 66              | PODEMOS | PSD, PT, PSB, PDT, MDB, UNIÃO, Cidadania, PODE, REDE | Alagoas | 100   |
| Brancos         | 12              | –       | –                                                    | –       | 15,38 |
| Abstenções      | 3               | –       | –                                                    | –       | 3,7   |
| Votos válidos   | 66              | –       | –                                                    | –       | 84,62 |
| Votos totais    | 78              | –       | –                                                    | –       | 100   |
| Eleitores aptos | 81              | –       | –                                                    | –       | 96,3  |

### 1.ª Secretaria
Rogério Carvalho, que ocupava o cargo de 3.º Secretário, assume a 1ª Secretaria, responsável pela condução administrativa do Senado.
| Candidato        | Número de Votos | Partido | Bloco                                                | UF      | %     |
| ---------------- | --------------- | ------- | ---------------------------------------------------- | ------- | ----- |
| Rogério Carvalho | 66              | PT      | PSD, PT, PSB, PDT, MDB, UNIÃO, Cidadania, PODE, REDE | Sergipe | 100   |
| Brancos          | 12              | –       | –                                                    | –       | 15,38 |
| Abstenções       | 3               | –       | –                                                    | –       | 3,7   |
| Votos válidos    | 66              | –       | –                                                    | –       | 84,62 |
| Votos totais     | 78              | –       | –                                                    | –       | 100   |
| Eleitores aptos  | 81              | –       | –                                                    | –       | 96,3  |

### 2.ª Secretaria
A 2ª Secretaria ficou a cargo do senador Weverton Rocha, que até então estava à frente da 4.ª Secretaria.
| Candidato       | Número de Votos | Partido | Bloco                                                | UF       | %     |
| --------------- | --------------- | ------- | ---------------------------------------------------- | -------- | ----- |
| Weverton Rocha  | 66              | PDT     | PSD, PT, PSB, PDT, MDB, UNIÃO, Cidadania, PODE, REDE | Maranhão | 100   |
| Brancos         | 12              | –       | –                                                    | –        | 15,38 |
| Abstenções      | 3               | –       | –                                                    | –        | 3,7   |
| Votos válidos   | 66              | –       | –                                                    | –        | 84,62 |
| Votos totais    | 78              | –       | –                                                    | –        | 100   |
| Eleitores aptos | 81              | –       | –                                                    | –        | 96,3  |

### 3.ª Secretaria
A 3.ª Secretaria do Senado Federal ficou a cargo do senador Chico Rodrigues.
| Candidato       | Número de Votos | Partido | Bloco                                                | UF      | %     |
| --------------- | --------------- | ------- | ---------------------------------------------------- | ------- | ----- |
| Chico Rodrigues | 66              | PSB     | PSD, PT, PSB, PDT, MDB, UNIÃO, Cidadania, PODE, REDE | Roraima | 100   |
| Brancos         | 12              | –       | –                                                    | –       | 15,38 |
| Abstenções      | 3               | –       | –                                                    | –       | 3,7   |
| Votos válidos   | 66              | –       | –                                                    | –       | 84,62 |
| Votos totais    | 78              | –       | –                                                    | –       | 100   |
| Eleitores aptos | 81              | –       | –                                                    | –       | 96,3  |

### 4.ª Secretaria
A 4.ª Secretaria do Senado Federal ficou a cargo do senador Styvenson Valentim.
| Candidato          | Número de Votos | Partido | Bloco                                                | UF                  | %     |
| ------------------ | --------------- | ------- | ---------------------------------------------------- | ------------------- | ----- |
| Styvenson Valentim | 66              | PODE    | PSD, PT, PSB, PDT, MDB, UNIÃO, Cidadania, PODE, REDE | Rio Grande do Norte | 100   |
| Brancos            | 12              | –       | –                                                    | –                   | 15,38 |
| Abstenções         | 3               | –       | –                                                    | –                   | 3,7   |
| Votos válidos      | 66              | –       | –                                                    | –                   | 84,62 |
| Votos totais       | 78              | –       | –                                                    | –                   | 100   |
| Eleitores aptos    | 81              | –       | –                                                    | –                   | 96,3  |

### Suplências
A eleição para a primeira e segunda suplência aconteceu em 23 de março de 2023, sem a necessidade de disputa ao cargo. A 1ª suplente, escolhida por aclamação, foi a senadora paulista Mara Gabrilli (PSD-SP), e a 2ª suplente eleita foi a senadora catarinense Ivete da Silveira (MDB-SC). Já o 3º e 4º suplente, eleitos respectivamente em 30 de maio de 2023, foram Hiran Gonçalves (PP-RR) e Mecias de Jesus (Republicanos-RR).